# روستای امامزاده ابراهیم

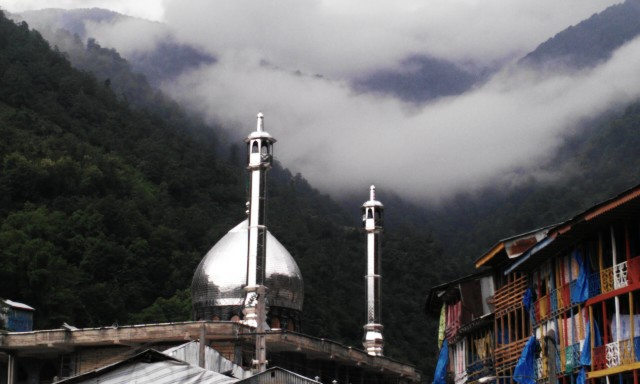
نمایی از آستان روستای امامزاده ابراهیم در شفت - ۱۳۹۱

روستای امامزاده ابراهیم روستایی در استان گیلان از توابع بخش احمد سرگوراب شهرستان شفت، با مختصات جغرافیایی ۴۹ درجه و ۲۶ دقیقه طول شرقی و ۳۷ درجه و ۲ دقیقه عرض شمالی، در ۲۳ کیلومتری جنوب شرقی شهر شفت و ۵۷ کیلومتری شهر رشت قرار دارد. این روستا، از شمال به روستای طالقان شفت، از شرق به روستای امامزاده هاشم و از غرب به روستای سیاهمزگی محدود می‌شود. آب و هوای آن معتدل کوهستانی و میانگین بارندگی سالیانه آن ۱۶۰۰ میلی‌متر است. رودخانه امامزاده ابراهیم از میان روستا عبور می‌کند.
این روستا به خاطر آرامگاه امامزاده ابراهیم (شفت) شهرت دارد و نام خود را از یکی از نوادگان موسی کاظم به نام امامزاده ابراهیم گرفته‌است و رابینو، در سفرنامه خود از آن یاد کرده‌است. در فرهنگ جغرافیایی ایران، از این زیارتگاه با ذکر ذیل دهکده طالقان شفت و زیارتگاه روستاهای مجاور یاد می‌شود؛ که اینک بر اثر گذشت زمان، با ساخت بنای امامزاده به سکونتگاه دائمی تبدیل شده‌است.
مردم روستای امامزاده ابراهیم به زبان‌های تالشی و گیلکی و فارسی تسلط دارند و مسلمان هستند و پیرو مذهب شیعه دوازده‌امامی هستند. هسته اصلی روستا یک بازار است که در چند راسته در حوالی آستان مقدس امامزاده ابراهیم (ع) شکل گرفته و بطور کلی دارای بقعه امام زاده واقع در مرکز روستا ، خانه های چوبی (اقامتگاه های بدون دیوار) ، بازار امامزاده ابراهیم ، رودخانه و مناظر کوهستانی ، رستوران های سنتی می باشد.

## آتش سوزی سال ۱۴۰۳
در ساعت ۱۲ شب ۱۳ اردیبهشت ۱۴۰۳ آتشی گسترده که گریبان بازار این امامزاده را گرفت و به سرعت وسعت یافت تا جایی که در نهایت از ده‌ها واحد مسکونی و تجاری جز تلی از خاکستر بر جای نگذاشت   تقریبا یک سوم این روستا طی این حادثه در آتش سوخت.